# 森本哲生
森本 哲生（もりもと てつお、1949年（昭和24年）9月29日 ‐ ）は、日本の政治家。三重県松阪市議会議員（1期）。
衆議院議員（2期）、三重県議会議員（2期）、農林水産大臣政務官（野田内閣）、大台町副町長などを歴任。

## 経歴
1949年（昭和24年）に飯南郡飯南町の有間野で生まれる。2010年（平成22年）に過疎化で廃校となった飯南町立有間野小学校を1962年（昭和37年）3月に卒業する。1965年（昭和40年）3月に 飯南町立粥見中学校を卒業。
三重県立飯南高等学校を卒業後に、1968年（昭和43年）に飯南町（現：松阪市）役場に入庁。その後津市立三重短期大学法経科2部を卒業。
1999年（平成11年）4月に三重県議会議員（松阪市、飯南郡選挙区）から三重2区の衆議院議員に選挙区を変えて落下傘候補として転出した中川正春の後継者に指名され、三重県議会議員に初当選。以後2期務めた。
2005年（平成17年）9月11日の第44回衆議院議員総選挙で伊藤忠治の後継者に指名されて三重4区から出馬。自由民主党前職の田村憲久に敗れるも、比例東海ブロックで復活し初当選。
2009年（平成21年）8月30日の第45回衆議院議員総選挙では田村に勝利して、小選挙区での議席獲得となった（田村は比例復活）。
2011年（平成23年）9月に野田内閣の農林水産大臣政務官に就任。名松線の台風災害からの不通区間の家城駅から伊勢奥津駅間の復旧工事費用の復旧協力を野田内閣に陳情した。
2012年（平成24年）12月16日の第46回衆議院議員総選挙では田村に敗れ、比例復活もならず落選。
2015年（平成27年）10月4日の松阪市長選挙に出馬するも元県議の竹上真人に敗れ、落選。
2018年（平成30年）1月の町長選で初当選した多気郡大台町の大森正信町長から副町長就任を打診され受諾。2月19日の議会の同意を得て3月2日に就任。令和4年度で大台町の副町長を退任した。
2023年（令和5年）に森本和義元衆院議員が執筆した本で農林水産関係の族議員の森本哲生として冊子「松阪牛を守った男森本哲生の知られざる舞台裏」が出版された。農林水産委員会筆頭理事として口蹄疫対策特別措置法成立に向けて努力した農林水産政治家の人生として執筆された農業本である。
2025年7月31日任期満了に伴う松阪市議会議員選挙に出馬し、7月20日の投開票の結果、5429票を集めてトップ当選を果たした。

## 政策
- 憲法改正に賛成[2]。
- 集団的自衛権の行使を禁じた政府の憲法解釈を見直すことに反対[2]。
- 日本の核武装について検討すべきでないとしている[2]。

## 人物像
- 選挙区である三重4区（特に松阪市）の地域問題である名松線の存続活動と農林問題を専門に取り組んでいるとしている。
- 2005年（平成17年）の第44回衆議院議員総選挙で初当選した数少ない民主党新人議員の13人の中で特別に、皇室ゆかりの三重県の松阪市出身である事と極少ない少数の保守系議員として、天皇・皇后から園遊会に招待されたことがある。皇族からは松阪牛の話題に関心があったとして、皇室を尊敬している。ブログには、「天皇・皇后両陛下と会って緊張しました。亡くなった天国の両親も国会議員となった息子が拝謁できる事をさぞ喜んでいると思う」との趣旨の内容があり、2009年（平成21年）11月のブログの引用だが、「〈妻の千鶴子は皇后様を神様のように思っています。私が国会議員としてご挨拶できる事を、最高の喜びとしてくれていると思います。ありがとうございました。〉と申しあげると、〈ありがとう、うれしくおもいます。よろしくお伝えくださいね。〉とお言葉をいただきました。感動的な夢のようなひとときで家に帰って妻とご先祖様にご報告いたします」と記した。
- 愛称は「てっちゃん」と呼ばれていて、普段は「おおきんな」と飯南弁丸出しである。
- 家族は、1977年（昭和52年）の11月8日（結婚記念日）に結婚した妻。結婚して息子が誕生した長男。結婚して息子を出産した長女。結婚した次男・三男の子供4人と孫6人の合計で家族12人の子宝と子孫に恵まれた。ペットの飼い犬もいて、森本家は大家族である。3男1女の子供数4人で戦後生まれの国会議員の中でも子福者である。好きな言葉は「積小為大」である[3]。
- 前松阪市長の山中光茂は元秘書であり、森本哲生の後継者として民主党系の新政みえ所属の三重県議会議員（松阪市・飯南郡選挙区選出）となっていた。
- 民主党と森本は自民党・民主党相乗り候補の下村猛を支援していたので、山中が松阪市長選挙に出馬する事に反対していた。だが、山中光茂が強硬的に立候補して民主党候補を破り当選したので確執（山中が民主党からみんなの党を支援するようになり、松阪市から民主党への陳情に訪れた山中を森本が国会議員としての面会を拒否するなど）が生まれたとされている。
- 野田内閣の農林水産大臣政務官に2011年（平成23年）9月4日に内定した。「第一次産業の状況など非常に大事な課題は多いが、人間的にも 尊敬できる鹿野道彦農水大臣の下、しっかり頑張りたい」と抱負を話した。また、参議院本会議において徳永エリ議員のTPPに関する質問に対して、「農業者のあるいはまた第一次産業にいそしんでいただいている方々の思い、こういうふうなものは私どもはしっかりと受け止めていかなきゃならないと、このことだけは申させていただきたいと思っております」と答えた。しかし、2011年（平成23年）に鹿野道彦や山田正彦など多くの農林族議員がTPP参加に反対したのに対し、森本はTPP参加に反対署名しなかった。

## エピソード
- 最初は民社協会（民社党系の川端達夫グループ）に所属していた。その後民主党政権時代に政権公約を実現する会（鳩山由紀夫グループ）に所属した。松阪牛農家の畜産業関係の農業団体と民社党キリスト教思想の公務員労働組合の支援があった。
- 2009年（平成21年）と2010年（平成22年）の民主党代表選挙では、同じ三重県出身の民主党議員である（三重県選挙区選出の芝博一・高橋千秋）と（三重1区の中井洽、三重2区の中川正春、三重5区の藤田大助、比例東海ブロック選出の金森正）と共に、三重県選出の国会議員で岡田グループを構成して岡田克也と菅直人を支持した。小沢訪中団に参加して小沢一郎を支持する立場と岡田を支持する立場をとっている。
- 2011年（平成23年）8月29日の民主党代表選挙では、野田佳彦の推薦人に名を連ねた。
- 2011年（平成23年）の時点で、国会の所属委員会は衆議院農林水産委員会と予算委員会に所属している。民主党内では企業団体対策委員会の農林水産副委員長。陳情要請対応本部の農林水産副本部長。三重県連の地域戦略局長である。
- 飯南町の職員として町の施設のリバーサイド茶倉支配人や、野球が趣味で学生時代選手だった事で詳しいので三重県立飯南高等学校野球部の監督をした地域貢献の経歴が評価されて、三重県議会議員の後継候補となる。
- 伊藤忠治は津市立三重短期大学法経科2部の先輩である。15歳で父を病気でなくして、農業や養鶏業を継いだ[4]。母子家庭として農業を手伝い奨学金で三重短期大学に進学した。
- 長井源とは同じ出身地であり、2人目の飯南郡飯南町粥見地域出身の国会議員である。農林業通で国産木材の利用促進を立法化した。